# POLB
POLB (англ. DNA polymerase beta) – білок, який кодується однойменним геном, розташованим у людей на короткому плечі 8-ї хромосоми. Довжина поліпептидного ланцюга білка становить 335 амінокислот, а молекулярна маса — 38 178.
| 10         |  | 20         |  | 30         |  | 40         |  | 50         |
| ---------- |  | ---------- |  | ---------- |  | ---------- |  | ---------- |
| MSKRKAPQET |  | LNGGITDMLT |  | ELANFEKNVS |  | QAIHKYNAYR |  | KAASVIAKYP |
| HKIKSGAEAK |  | KLPGVGTKIA |  | EKIDEFLATG |  | KLRKLEKIRQ |  | DDTSSSINFL |
| TRVSGIGPSA |  | ARKFVDEGIK |  | TLEDLRKNED |  | KLNHHQRIGL |  | KYFGDFEKRI |
| PREEMLQMQD |  | IVLNEVKKVD |  | SEYIATVCGS |  | FRRGAESSGD |  | MDVLLTHPSF |
| TSESTKQPKL |  | LHQVVEQLQK |  | VHFITDTLSK |  | GETKFMGVCQ |  | LPSKNDEKEY |
| PHRRIDIRLI |  | PKDQYYCGVL |  | YFTGSDIFNK |  | NMRAHALEKG |  | FTINEYTIRP |
| LGVTGVAGEP |  | LPVDSEKDIF |  | DYIQWKYREP |  | KDRSE      |  |            |

A: Аланін

C: Цистеїн

D: Аспарагінова кислота

E: Глутамінова кислота

F: Фенілаланін

G: Гліцин

H: Гістидин

I: Ізолейцин

K: Лізин

L: Лейцин

M: Метіонін

N: Аспарагін

P: Пролін

Q: Глутамін

R: Аргінін

S: Серин

T: Треонін

V: Валін

W: Триптофан

Кодований геном білок за функціями належить до трансфераз, ліаз. 
Задіяний у таких біологічних процесах, як пошкодження ДНК, репарація ДНК, синтез ДНК, реплікація ДНК, ацетилювання. 
Білок має сайт для зв'язування з іонами металів, ДНК, іоном магнію, іоном натрію. 
Локалізований у цитоплазмі, ядрі.